# Ludwik Sempoliński

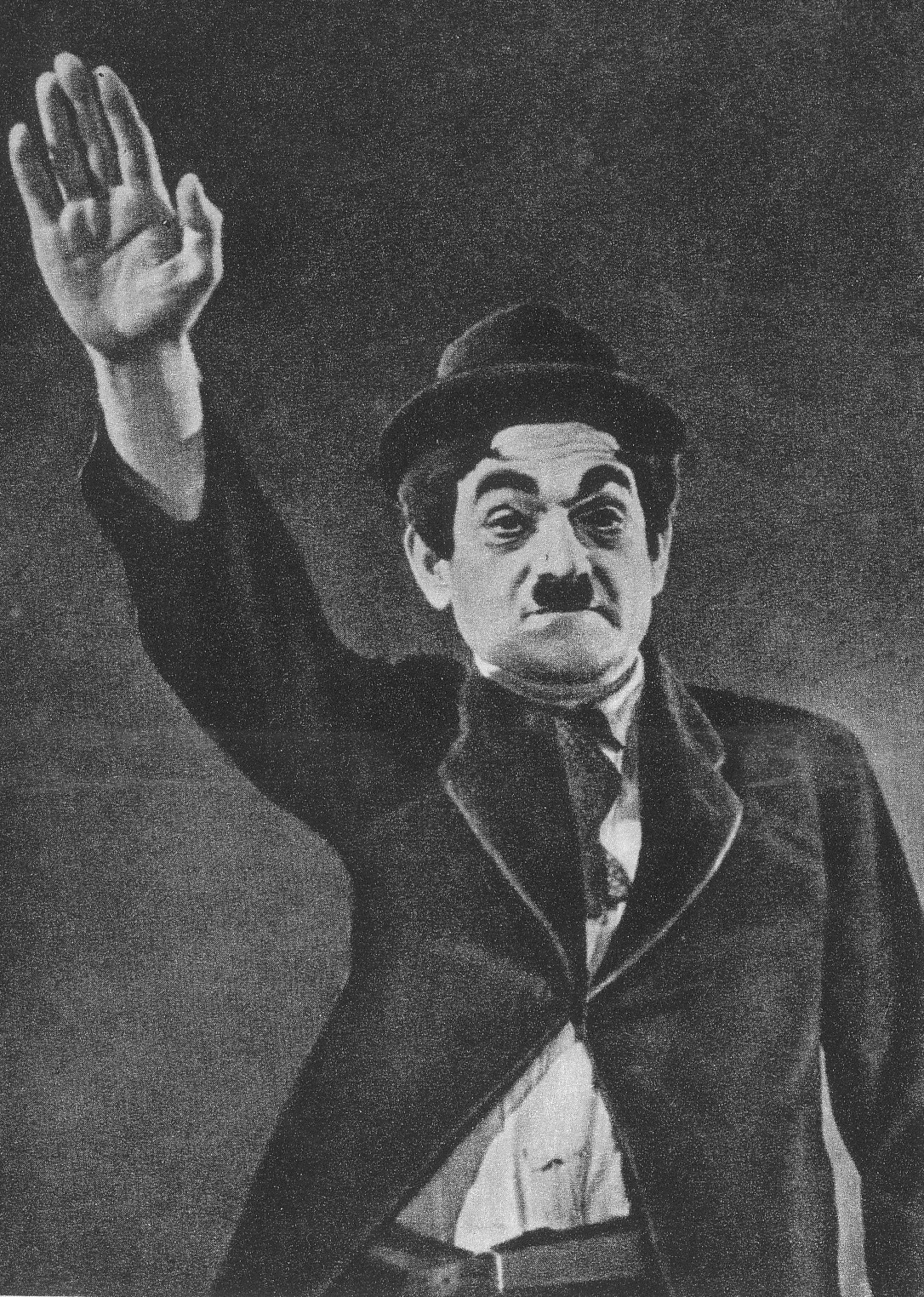
Ludwik Sempoliński parodiujący Adolfa Hitlera w piosence Ten wąsik (1939)

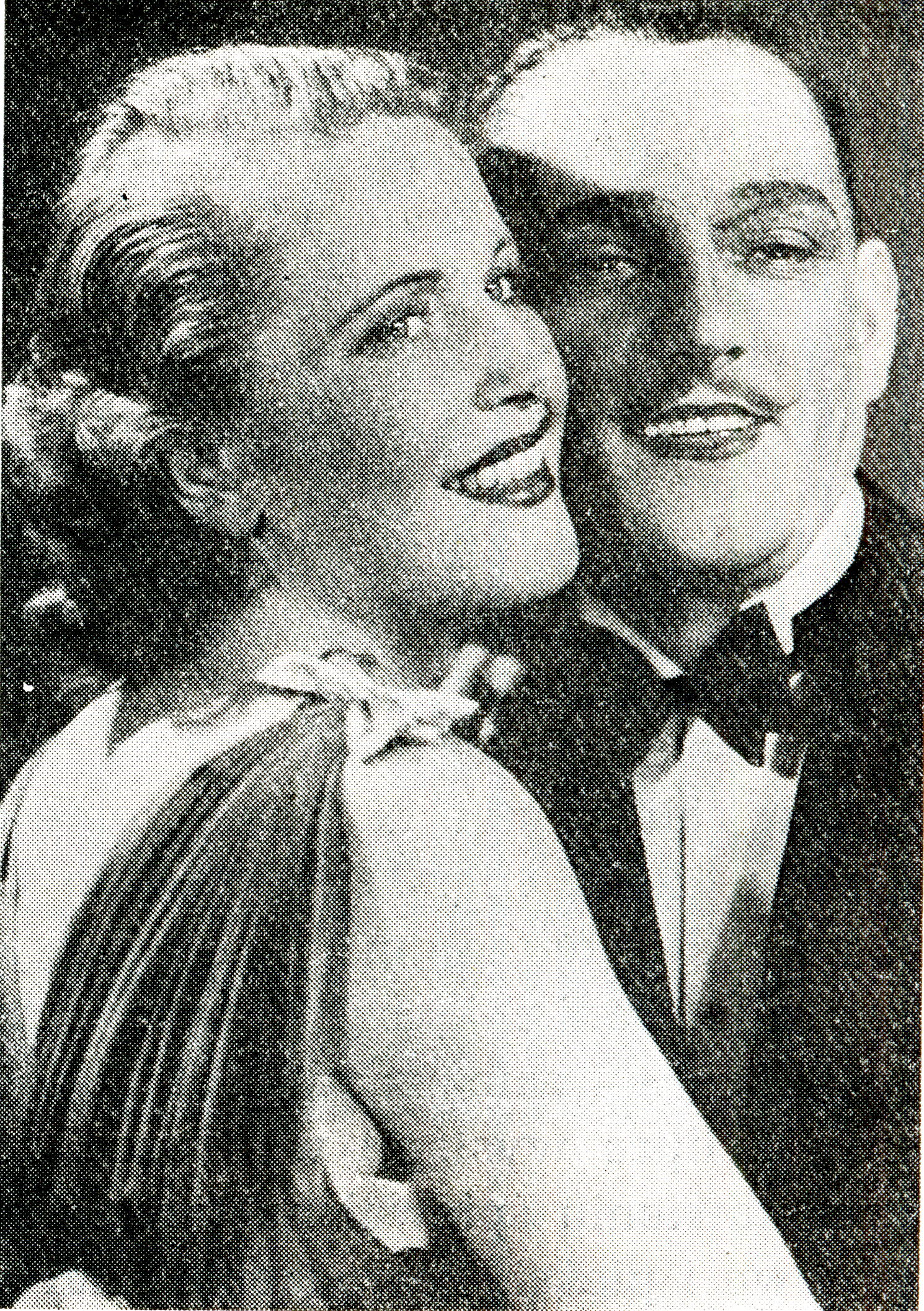
Ludwik Sempoliński z Tolą Mankiewiczówną w komedii Całus i nic więcej (1936)

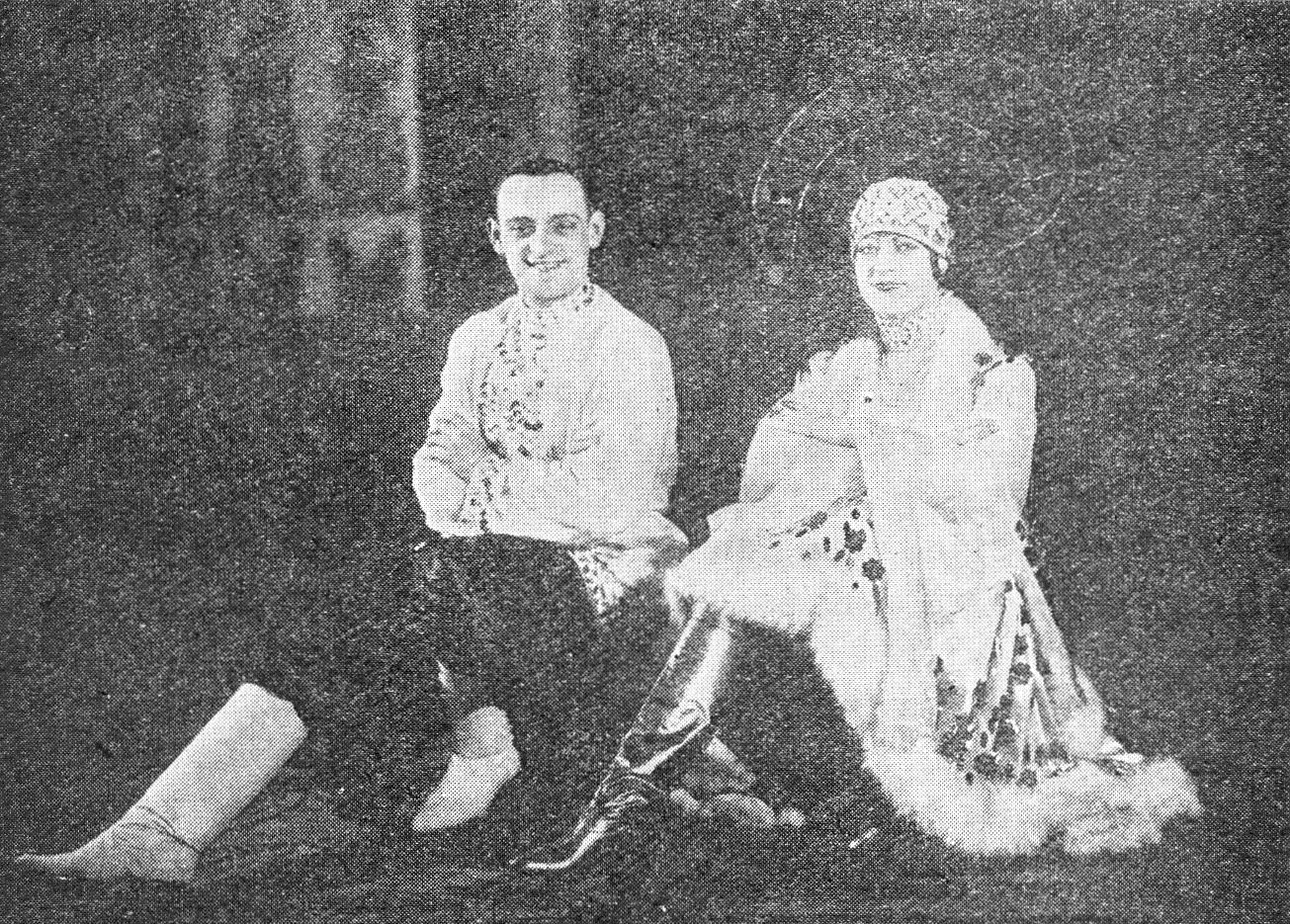
Ludwik Sempoliński i Kazimiera Niewiarowska w operetce Księżniczka cyrkówka (1927)

Ludwik Agapit Sempoliński, znany też jako Bohdan Kierski (ur. 18 sierpnia 1899 w Warszawie, zm. 17 kwietnia 1981 tamże) – polski aktor teatralny i filmowy, reżyser, tancerz, pedagog. Jeden z najwybitniejszych polskich aktorów teatralnych, filmowych, rewiowych i kabaretowych.

## Życiorys
Był synem Antoniego (1870–1951) i Stanisławy Subirre (1868–1954). Ukończył warszawską Szkołę Zgromadzenia Kupców przy ul. Waliców, a następnie podjął studia w Wyższej Szkole Handlowej, której jednak nie ukończył.
Debiutował w 1918 w kabarecie Sfinks piosenką Lecą mareczki, lecą, lecą…. Związany z warszawskimi (m.in. „Morskie Oko”, „Cyrulik Warszawski”) i krakowskimi teatrzykami rewiowymi, kabaretami i operetką.
W sezonie 1935/1936 dyrektor Teatru Letniego w Łodzi.
W czasie II wojny światowej musiał się ukrywać przed okupantami niemieckimi za parodię Hitlera w piosence Ten wąsik z popularnej rewii muzycznej Orzeł czy Rzeszka. Z tego powodu przeniósł się do Wilna, gdzie występował początkowo w teatrze muzycznym Lutnia, następnie w założonym przez siebie teatrzyku Miniatury. Po wybuchu wojny niemiecko-radzieckiej uciekł z Wilna i pod nazwiskiem Józef Kalina ukrywał się na prowincji. W 1944 wrócił do Wilna i wraz z Hanką Bielicką i Jerzym Duszyńskim reaktywował swój teatr.
Po wojnie grał na scenach Łodzi, Krakowa i w warszawskim Teatrze Syrena. Znany z brawurowych wykonań różnych piosenek (m.in. Tomasz, ach Tomasz, skąd ty to masz). W 1969 otrzymał Nagrodę Miasta Stołecznego Warszawy.
Autor wspomnień Wielcy artyści małych scen (wyd. 1968) i Druga połowa życia (wyd. 1985). Był także wykładowcą warszawskiej PWST, wychowawcą wielu aktorów i piosenkarzy.
Zmarł 17 kwietnia 1981 w Warszawie, pochowany na cmentarzu Powązkowskim (kwatera 111-3-30,31).

## Filmografia
- 1935 – Jaśnie pan szofer
- 1935 – Manewry miłosne
- 1936 – Pan Twardowski
- 1936 – Barbara Radziwiłłówna
- 1936 – Róża
- 1937 – Piętro wyżej
- 1937 – Trójka hultajska
- 1938 – Paweł i Gaweł
- 1938 – Moi rodzice rozwodzą się
- 1938 – Sygnały
- 1939 – O czym się nie mówi…
- 1939  – Nad Niemnem
- 1939 – Sportowiec mimo woli
- 1939 – Żołnierz królowej Madagaskaru
- 1939 – Ja tu rządzę
- 1948 – Skarb
- 1950 – Dwie brygady
- 1951 – Warszawska premiera
- 1955 – Irena do domu!
- 1965 – Niekochana
- 1967 – Raz, dwa, trzy... (The Singing Lesson)

## Ordery i odznaczenia
- Order Sztandaru Pracy I klasy (1978)[9]
- Order Sztandaru Pracy II klasy (1969)[9]
- Krzyż Komandorski Orderu Odrodzenia Polski (1959)[9]
- Krzyż Kawalerski Orderu Odrodzenia Polski (15 lipca 1954)[5]
- Medal 10-lecia Polski Ludowej (19 stycznia 1955)[10]
- Odznaka 1000-lecia Państwa Polskiego (1967)[9]